# Богдановка (Зіанчуринський район)
Богда́новка (рос. Богдановка, башк. Богдановка) — присілок у складі Зіанчуринського району Башкортостану, Росія. Входить до складу Суренської сільської ради.
Населення — 29 осіб (2010; 29 в 2002).
Національний склад:
- росіяни — 45%